# Collins Line
La Collins Line est une ancienne compagnie maritime américaine, fondée par Israel Collins en 1818, puis reprise et développée par son fils, Edward Knight Collins. À partir des années 1830, la Collins Line commença à s'imposer dans le trafic transatlantique, concurrençant la Cunard Line britannique.
Au début des années 1850, la compagnie lance quatre puissants navires à roues à aubes très luxueux : l'Atlantic, le Pacific, l'Arctic et le Baltic (en). Le Baltic fut le dernier navire américain à remporter le Ruban bleu avant l’United States un siècle plus tard.
Deux naufrages (celui de l'Arctic en 1854 et celui du Pacific en 1856) ainsi que des coûts d'exploitations élevés eurent cependant raison de la compagnie, qui fit faillite en 1858.